# (200180) 1999 JU127
(200180) 1999 JU127 es un asteroide perteneciente al cinturón de asteroides, descubierto el 13 de mayo de 1999 por el equipo del Lincoln Near-Earth Asteroid Research desde el Laboratorio Lincoln, Socorro, Nuevo México.

## Designación y nombre
Designado provisionalmente como 1999 JU127.

## Características orbitales
1999 JU127 está situado a una distancia media del Sol de 2,426 ua, pudiendo alejarse hasta 2,850 ua y acercarse hasta 2,002 ua. Su excentricidad es 0,174 y la inclinación orbital 6,443 grados. Emplea 1380,68 días en completar una órbita alrededor del Sol.

## Características físicas
La magnitud absoluta de 1999 JU127 es 16,1. Tiene 3,710 km de diámetro y su albedo se estima en 0,048.